# Vitis luochengensis
Vitis luochengensis är en vinväxtart som beskrevs av Wen Tsai Wang. Vitis luochengensis ingår i släktet vinsläktet, och familjen vinväxter. Utöver nominatformen finns också underarten V. l. tomentosinerva.